# Phố Cò
Phố Cò là một phường thuộc thành phố Sông Công, tỉnh Thái Nguyên, Việt Nam.

## Địa lý
Phường Phố Cò nằm ở phía nam thành phố Sông Công, có vị trí địa lý:
- Phía bắc giáp phường Cải Đan và phường Thắng Lợi
- Các phía còn lại giáp thành phố Phổ Yên.

Phường Phố Cò có diện tích 4,64 km², dân số năm 2022 là 6.467 người, mật độ dân số đạt 1.393 người/km².

## Hành chính
Phường Phố Cò được chia thành 12 tổ dân phố: 1, 2A, 2B, 3, 4A, 4B, Kè Ưng, Tân Huyện, Tân Mới, Thanh Xuân 1, Thanh Xuân 2, Việt Đức.

## Lịch sử
Ngày 10 tháng 4 năm 1999, Chính phủ ban hành Nghị định số 18/1999/NĐ-CP về việc thành lập phường Phố Cò trên cơ sở 465 ha diện tích tự nhiên và 4.898 người của xã Cải Đan.
Ngày 15 tháng 5 năm 2015, Ủy ban Thường vụ Quốc hội ban hành Nghị quyết 932/NQ-UBTVQH13 về việc thành lập thành phố Sông Công thuộc tỉnh Thái Nguyên. Phường Phố Cò trực thuộc thành phố Sông Công.
Đến năm 2019, phường Phố Cò được chia thành 14 tổ dân phố: 1, 2A, 2B, 3, 4A, 4B, 5, Thanh Xuân 1, Thanh Xuân 2, Tân Huyện, Tân Mới, Việt Đức, Kè, Thành Ưng.
Ngày 11 tháng 12 năm 2019, HĐND tỉnh Thái Nguyên ban hành Nghị quyết số 79/NQ-HĐND về việc:
- Sáp nhập tổ dân phố 5 vào tổ dân phố 3.
- Thành lập tổ dân phố Kè Ưng trên cơ sở tổ dân phố Kè và tổ dân phố Thành Ưng.

## Kinh tế - xã hội
Trên địa bàn phường có trường tiểu học Phố Cò, có bệnh viện C Thái Nguyên, cũng là bệnh viện duy nhất nằm trên địa bàn thành phố Sông Công và có đền Phố Cò.